# Crunchbang Linux
CrunchBang Linux (förkortad #!), var ett fritt Unixliknande operativsystem, en Linuxdistribution baserad på Debian GNU/Linux. Distributionen lanserades av Philip Newborough i januari 2009.
Crunchbang försökte att använda så resurssnål mjukvara som möjligt och passade därför för enklare hårdvara. Detta genomförs genom att använda till exempel resurssnåla fönsterhanterare, som Openbox eller XFCE.
Utgåvorna namngavs efter figurer i Mupparna, med samma initial som motsvarande Debian-utgåva. Utgåvan Crunchbang Statler var alltså baserad på Debian Squeeze, och Crunchbang Waldorf baseras på Debian Wheezy. Från och med Crunchbang Statler användes Debian som bas, gentemot tidigare varianter som var baserade på Ubuntu. 
Den 6 februari 2015 slutade officiellt Newborough att utveckla CrunchBang.